# Conseil national des travailleurs (Mexique)
Le Consejo Nacional de los Trabajadores (CNT - Conseil national des travailleurs) est une confédération syndicale mexicaine affiliée à la Confédération syndicale internationale et à la Confédération syndicale des travailleurs et travailleuses des Amériques.